# Music in a Doll's House
Music in a Doll's House je debutovým albem progressive rockové skupiny Family, vydaným 19. července 1968. Album bylo produkováno Dave Masonem ze skupiny Traffic, .
Beatles původně zamýšleli použít titul A Doll's House pro jejich album, které nahráli v roce 1968. Vydání podobně znějícího názvu alba od skupiny Family je přinutilo k přijmutí jednoduchého názvu The Beatles kterému se obecně říká Bílé album, pro jeho jednoduchý bílý obal.

## Seznam stop
Všechny skladby napsali John Whitney a Roger Chapman, pokud není uvedeno jinak.

### Strana 1
1. "The Chase" – 2:16
2. "Mellowing Grey" – 2:48
3. "Never Like This" Dave Mason – 2:20
4. "Me My Friend" – 2:01
5. "Variation on a theme of Hey Mr. Policeman" – 0:25
6. "Winter" – 2:26
7. "Old Songs New Songs" – 4:18
8. "Variation on a theme of The Breeze" – 0:39

### Strana 2
1. "Hey Mr. Policeman" Whitney, Ric Grech, Chapman – 3:14
2. "See Through Windows" – 3:44
3. "Variation on a theme of Hey Me My Friend" Whitney – 0:22
4. "Peace of Mind" – 2:26
5. "Voyage" – 3:31
6. "The Breeze" – 2:52
7. "3 x Time" – 3:51
8. "God save the Queen (Hidden Track)"